# Pénzláb
A pénzláb szabványa határozza meg, hogy egy adott tömegegységnyi nemesfémből hány darab pénzérmét kell verni, illetve hogy a pénzérmék milyen finomságú ötvözetből készüljenek. A pénzláb tehát a pénzügyi tömegegységhez viszonyítva szabályozza az érmék nyers- és finomtömegét.

## Kialakulása
Az ókorban a tömegegység a mina volt, mely alapján kortól és helytől függően a (pl. égei, attikai, babiloni, korinthoszi, perzsa, föníciai, rodoszi) pénzlábakat meghatározták. Már az ókori görögök is törekedtek a pénzláb lehető legpontosabb betartására, mely szerint egy mina ezüstből száz drachma veretett. A római pénzverés tömegegysége a libra, azaz a római font (kb. 327,45 g) volt. A középkorban széles körben elterjedt a Nagy Károly által bevezetett (s róla elnevezett) karoling font (pontos értéke nem ismert, 408,24 vagy 409,24 g körülire becsülik) mint a pénzverés tömegegysége, mely alapján a karoling dénárokat is verték 240 dénáros pénzláb szerint. A XI-XII. században a Német-római Birodalomban a karoling fontot a márka váltotta fel. Vidékenként különféle márkák voltak, melyek közül – az 1524-es esslingeni birodalmi pénzrendelet hatására – a kölni márka (233,85 g) emelkedett ki, melyet egészen a XIX. századig használtak a német államokban a pénzláb meghatározásakor. Kölni márkában adták meg a különféle tallérpénzlábakat is egészen a metrikus font (500 g) bevezetéséig.

## Történelmi pénzlábak listája
| Pénzláb              | Tömegegység | Pénznem                                                  | Pénznem                 | Hatálya   |
| Pénzláb              | Tömegegység | Eredetileg                                               | Magyarul                | Hatálya   |
| -------------------- | ----------- | -------------------------------------------------------- | ----------------------- | --------- |
| zinnai pénzláb       | kölni márka |                                                          |                         | 1667-1690 |
| lipcsei pénzláb      | kölni márka | Leipziger Gulden                                         | lipcsei forint          | 1690-1871 |
| Graumann-pénzláb     | kölni márka | Reichstaler                                              | porosz birodalmi tallér | 1750-1857 |
| húszforintos pénzláb | kölni márka | Gulden österreichischer Währung                          | osztrák értékű forint   | 1750-1753 |
| konvenciós pénzláb   | kölni márka | Konventionstaler                                         | konvenciós tallér       | 1753-1857 |
| konvenciós pénzláb   | kölni márka | Konventionsgulden Gulden Conventions-Münze (Gulden C.M.) | konvenciós forint       | 1753-1857 |
| konvenciós pénzláb   | kölni márka | Süddeutsche Gulden                                       | dél-német forint        | 1753-1857 |
| egyleti pénzláb      | vámfont     | Vereinstaler                                             | egyleti tallér          | 1857-     |
| egyleti pénzláb      | vámfont     | Vereinskrone                                             | egyleti korona          | 1857-1873 |
| egyleti pénzláb      | vámfont     | Gulden österreichischer Währung                          | osztrák értékű forint   | 1857-1867 |
| egyleti pénzláb      | vámfont     | Gulden österreichischer Währung                          | osztrák-magyar forint   | 1867-1892 |

## Külső hivatkozások
- Honismeret – Gedai István: Európa pénzverése Szent István korában (2000)
- Münzfuß – Reppa Münzen Lexikon